# Municipio de Crystal (Kansas)
El municipio de Crystal (en inglés: Crystal Township) es un municipio ubicado en el condado de Phillips en el estado estadounidense de Kansas. En el año 2010 tenía una población de 50 habitantes y una densidad poblacional de 0,54 personas por km².

## Geografía
El municipio de Crystal se encuentra ubicado en las coordenadas 39°52′7″N 99°7′5″O / 39.86861, -99.11806. Según la Oficina del Censo de los Estados Unidos, el municipio tiene una superficie total de 92.61 km², de la cual 92,44 km² corresponden a tierra firme y (0,19 %) 0,18 km² es agua.

## Demografía
Según el censo de 2010, había 50 personas residiendo en el municipio de Crystal. La densidad de población era de 0,54 hab./km². De los 50 habitantes, el municipio de Crystal estaba compuesto por el 100 % blancos. Del total de la población el 0 % eran hispanos o latinos de cualquier raza.